# آلما (نیویورک)
آلما (به انگلیسی: Alma) یک منطقهٔ مسکونی در ایالات متحده آمریکا است که در شهرستان الیگنی، نیویورک واقع شده‌است. آلما ۹۴٫۵۸ کیلومتر مربع مساحت دارد ۷۷۶٫۰۳ متر بالاتر از سطح دریا واقع شده‌است.